# 大眾書局
大眾控股有限公司（英語：Popular Holdings）（SGX：P29），也稱“大眾集團”，牌子名稱為大眾書局，是新加坡一間零售書店及出版商，同時在中國大陸、馬來西亞和印尼有分鋪及同時在加拿大有分公司。公司在1924年成立，當時名為正興公司（Cheng Hing Company）。
在2005年的財政年度它獲得1600萬新加坡元盈利增長。同年，它在台湾成立一間輔助開設英文學校，擴展英文教育的市場。到了2006年3月，大眾書局主辦BookFest@Singapore ，是它第一個在大陸以外舉辦的中文書展，現時BookFest每年都在新加坡和馬來西亞舉行。大众书局也是香港书展其中的参展商，在2017年有约75个摊位。

## 大眾集團企業背景
大眾集團成立於1924年经营至今已百年有余，目前是一個多元化的集團，業務範圍廣泛，包括零售、出版、教育及培訓、分銷與採購、電子學習、房地產開發等。公司業務遍布新加坡、馬來西亞、台灣、中國大陸、加拿大、澳洲和英國，共有40多家子公司。大眾集團業務的的主要關注點是新加坡，馬來西亞以及世界其他地區的教育和書籍市場。其出版活動通過在新加坡、馬來西亞、台灣和加拿大運營的子公司進行。其書店零售業務目前在新加坡、馬來西亞和香港（已於2020年3月19日結束香港共16間門市）擁有約188間門市。憑藉其在文學和教育領域的經驗，大眾正在快速和廣泛地進軍大中華市場，尤其是在中國大陸和台灣。由於北京、廣州、澳門和台北並未設有營銷辦事處和子公司，其業務活動覆蓋中國大陸許多主要城市和省份。

## 董事會成員
大眾集團的集團首席執行官及主席姚志胜先生是主要領導人，沈哲清先生担任大众控股有限公司董事，姚雅瑜女士担任POPULAR大众书局新加坡首席执行官，潘志伟先生担任大中华区及加拿大区首席执行官，林利娥女士担任马来西亚区首席执行官。

## 主要業務
大众集团的主要业务科归类至以下7个领域：
零售業務
大眾書局從新加坡起步，它的前身是1924年創立的正興公司，早期在丹戎巴葛繁忙的港口經營中文書籍與圖書的分銷。 12 年後的1936年，第一家大眾書局於小坡（橋北路）正式開張，售賣中文書籍與文具。多年來，大眾書局不斷增加商品種類，現包括英文書籍、課本及輔助教材、電子產品、家用產品等等。主要售賣旗下的教育出版社、世界出版社、海濱圖書公司、躍思教育出版社、樂思教育出版有限公司、 English Language Publishing Limited以及眾課堂出版的書籍，亦有售賣其他香港、台灣、中國大陸出版社的書籍；同時也售賣文儀器材及視像光碟。它曾在香港、上海等地開設零售店，但已結業。目前在新馬兩地共有153間零售店。由於零售商品種類越來越多樣化，大眾書局如今已是一站式的零售品牌。
在新加坡，大眾亦設有Epilogue咖啡座，目前共有兩間分店，分別在烏節路ION Orchard商場和烏節中央城內的prologue書店內。不過已結業。由2011年起，大眾書局亦銷售英文出版品，主要以小說、設計及藝術書為主。
海外華文書市及展銷會
大眾書局於2006年在新加坡和馬來西亞首次舉辦海外華文書市，接著於2008年舉辦了香港海外華文書市。其目的在於推廣華文閱讀以及引進優質華文文學作品。海外華文書市不只是大眾零售業務的延伸，也是極受推崇的文學活動。
“海外華文書市”由中國大陸新聞出版署署長柳斌杰先生命名。在各地開幕以來，海外華文書市已有相當的成就，也建立了自己的獨特性。這個一年一度的活動逐年擴充，每年都吸引更多的讀者參與其盛。大眾集團與中國大陸、香港以及台灣各大出版社之間的密切合作也促使了今天的成就。
大眾的零售業務除了年度最大型的海外華文書市以外，也包括在各區域舉辦的展銷會，如清倉大促銷，零食嘉年華，會員專屬促銷，大型書市等。
分銷與採購
作為大眾集團的子公司，諾文文化扮演著重要的角色。它是集團旗下品牌的分銷商，專注於新馬市場的業務。新加坡諾文是大眾旗下海濱出版公司食譜書以及適合成人與兒童閱讀的書籍的總經銷商，也為英國和澳洲出版的書籍處理分銷業務。新加坡諾文也為新加坡國家圖書管理局提供採購、供應以及編目服務。
1999年，大眾集團在台灣設立了採購辦事處，主要負責新加坡、馬來西亞及香港的中文書籍採購。隨著業務擴展，辦事處在2003年初正式註冊成為分公司 – 大眾國際書局股份有限公司（簡稱“台灣大眾”）。大眾集團如今是台灣地區最大的中文書籍出口商，所分銷的書籍在新馬港三地約188家的大眾書店裡售賣。與此同時，大眾也致力於為台灣出版商和作家尋找推銷暢銷書籍的新管道。
2003年，大眾書局在中國大陸深圳創立了採購部門，為新加坡和馬來西亞大眾的文具部和多媒體產品部進行採購工作。為了充分地運用廣州一帶的地理和經商優勢，大眾於2008年在中國大陸廣州創立了新公司，並將採購部門遷移至廣州。
出版業務
大眾的出版業務淵遠流長，起源於1930年代，始自華文教材。如今，大眾的出版業務範圍廣，觸及各個地區的消費者，是領先的雙語出版集團並提供從教科類書籍到生活類書籍等各個方面的圖書。旗下的教育出版社即是主要出版上之一，在新馬港三地專注於出版教科書以及輔助練習本。另外，海濱出版社也是旗下的出版社之一，主要負責出版多個題材的中文書籍以及雙語食譜書。
電子教學
大眾集團在2000年進軍香港電子教學市場，成立大眾電子教學（香港）有限公司（簡稱“香港大眾電子教學”）， 為學校設計及提供完備的電子教學方案。 2001 年，大眾集團又於中國大陸廣州成立智庫創建有限公司（簡稱“智庫創建”），以支援香港大眾電子教學的急速發展，共同研發及推出多套配合香港及澳門的學前、小學及中學的電子教材。
房地產
大眾集團於2006年創立了大眾地產，正式進軍房地產市場。大眾地產致力在優越的地段，發展卓越非凡的房地產項目。集團與頂尖的建築師和工程顧問攜手合作，精心建構匠心獨運的優質項目，務求營造高品味的生活空間。大眾書局目前已完成了四個住宅項目，分別為One Robin、18 Shelford、Ei8ht Raja和今年剛完工的Permai Residences。
教育及培訓
教育及培訓是大眾集團發展藍圖中的重要環節，該領域的發展迅速且充滿新商機。北京大眾的主要業務是發展及推廣學前教育、兒童早期教育的師資培訓和課程資源，並為集團採購中國大陸出版的圖書。截至2015年底，北京大眾出版的產品已行銷至30個省市，包括廣東、貴州、海南、河北、河南、黑龍江、湖南、江蘇、江西、遼寧、內蒙古自治區、寧夏回族自治區、山東、山西、陝西、四川、新疆、雲南、北京、上海；並且在這些地區，向大約5萬名教師提供超過400場培訓課程，為教師的專業發展作出貢獻。憑藉教育出版社及樂思教育出版社的支援，大眾集團於2013年在香港創辦了第一間育才精英教育中心（香港），成功打進私人教育中心市場並取得良好的成績。2020年更開設大眾教室，截至2021年12月，已開設21間分校，遍佈香港 （页面存档备份，存于）、九龍 （页面存档备份，存于）、新界區 （页面存档备份，存于）。

## 香港發展史

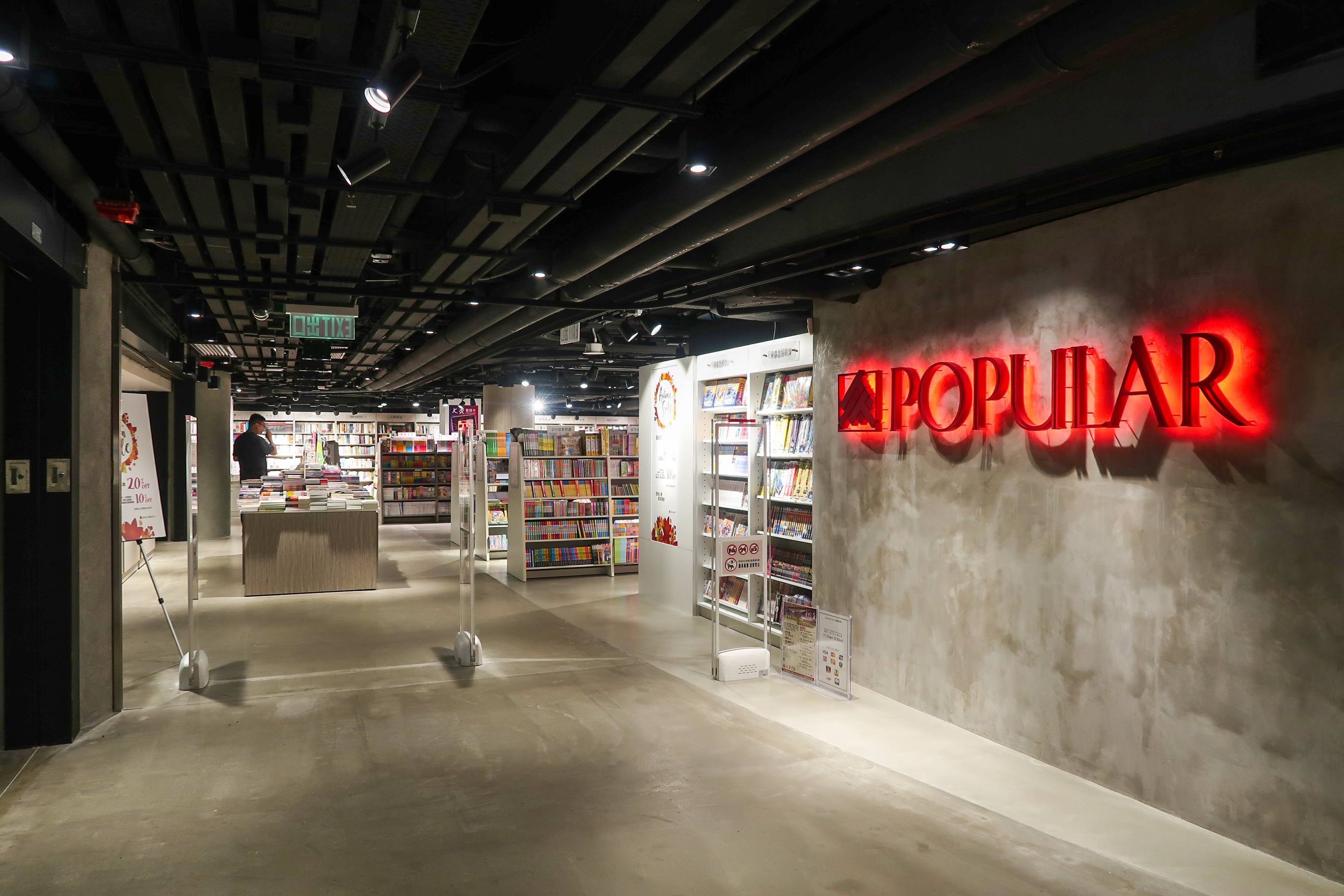
位於香港旺角T.O.P This is Our Place的大眾書局分店

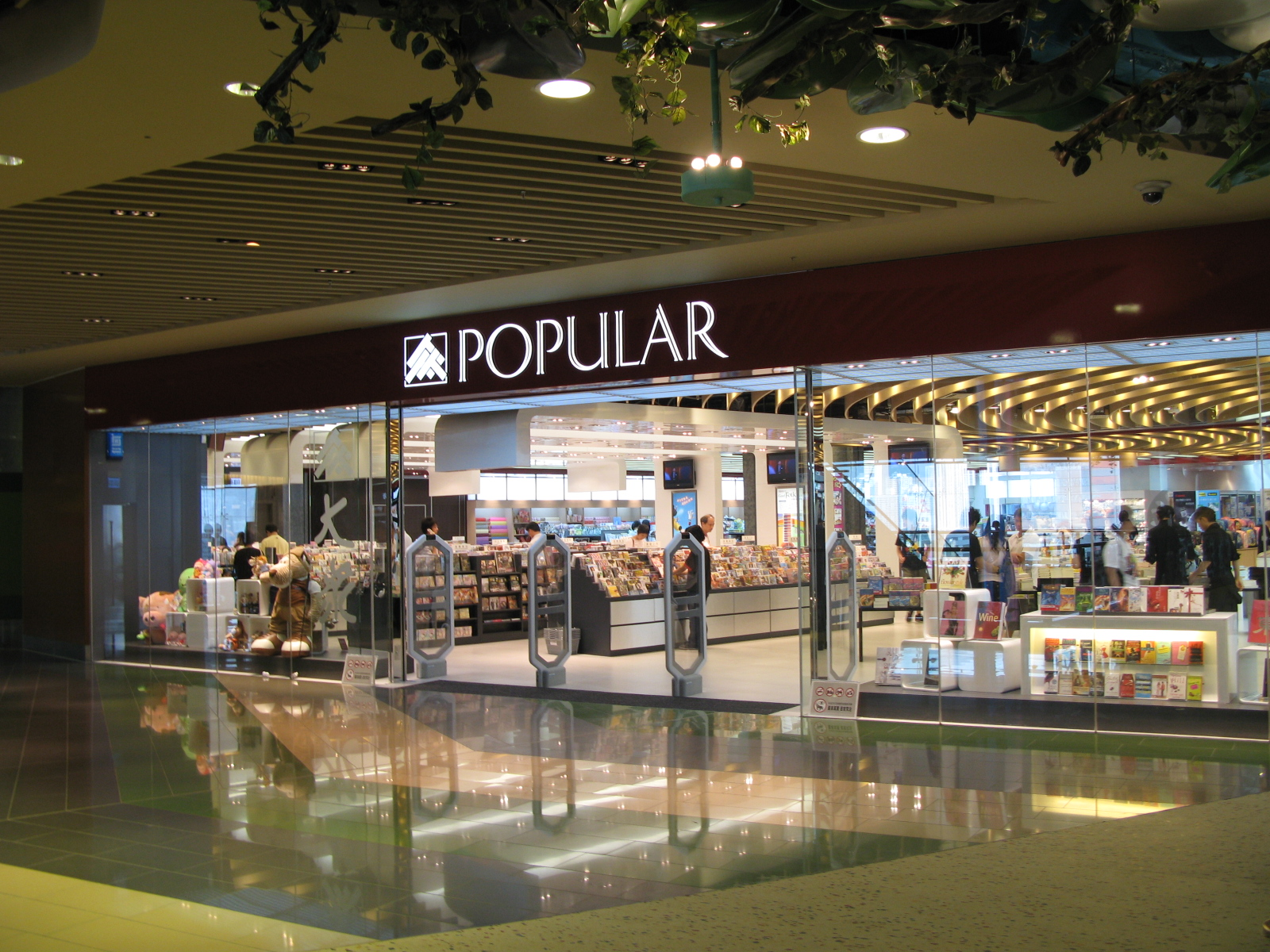
位於九龍灣Megabox的大眾書局分店

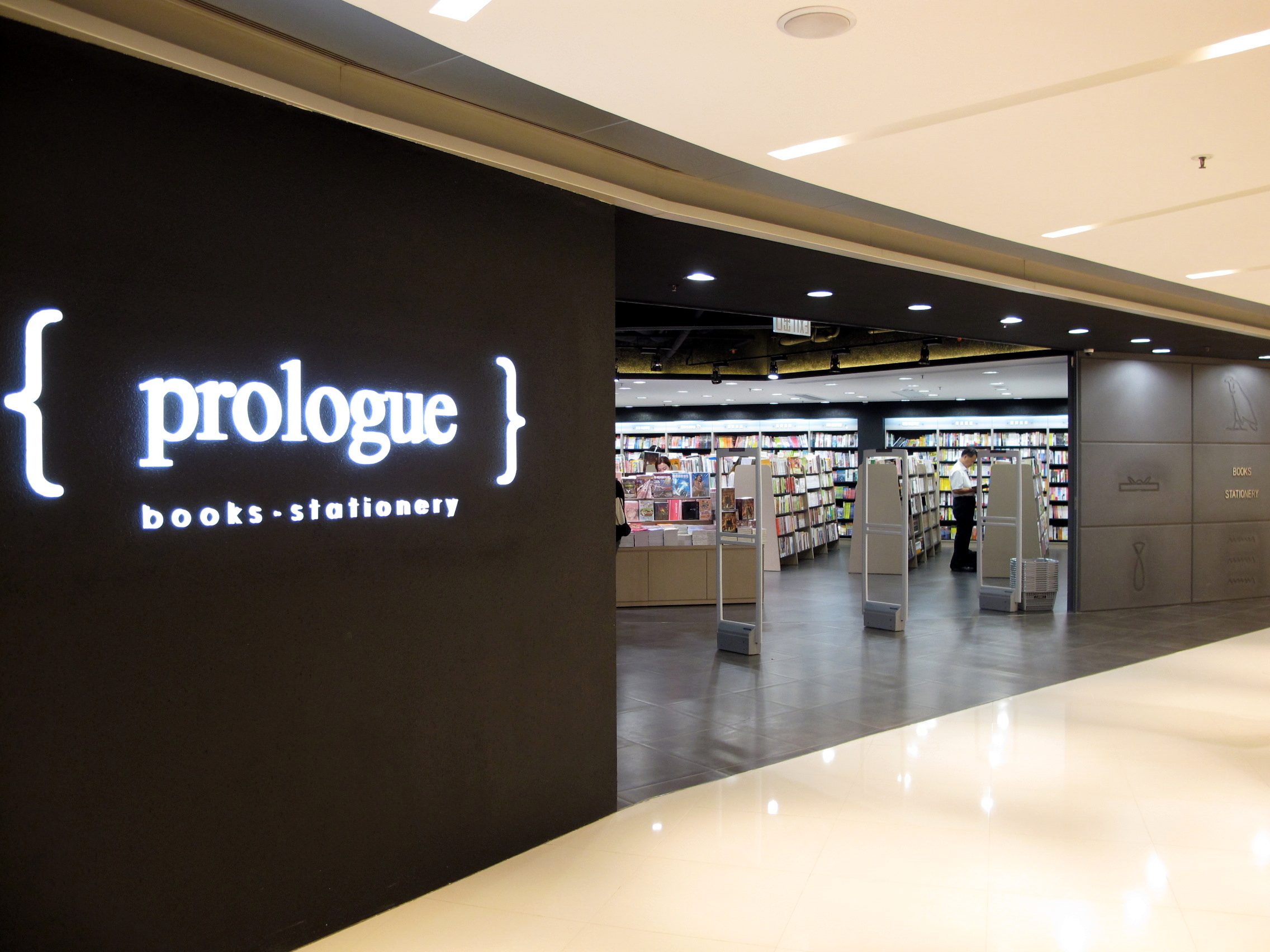
位於旺角新世紀廣場prologue

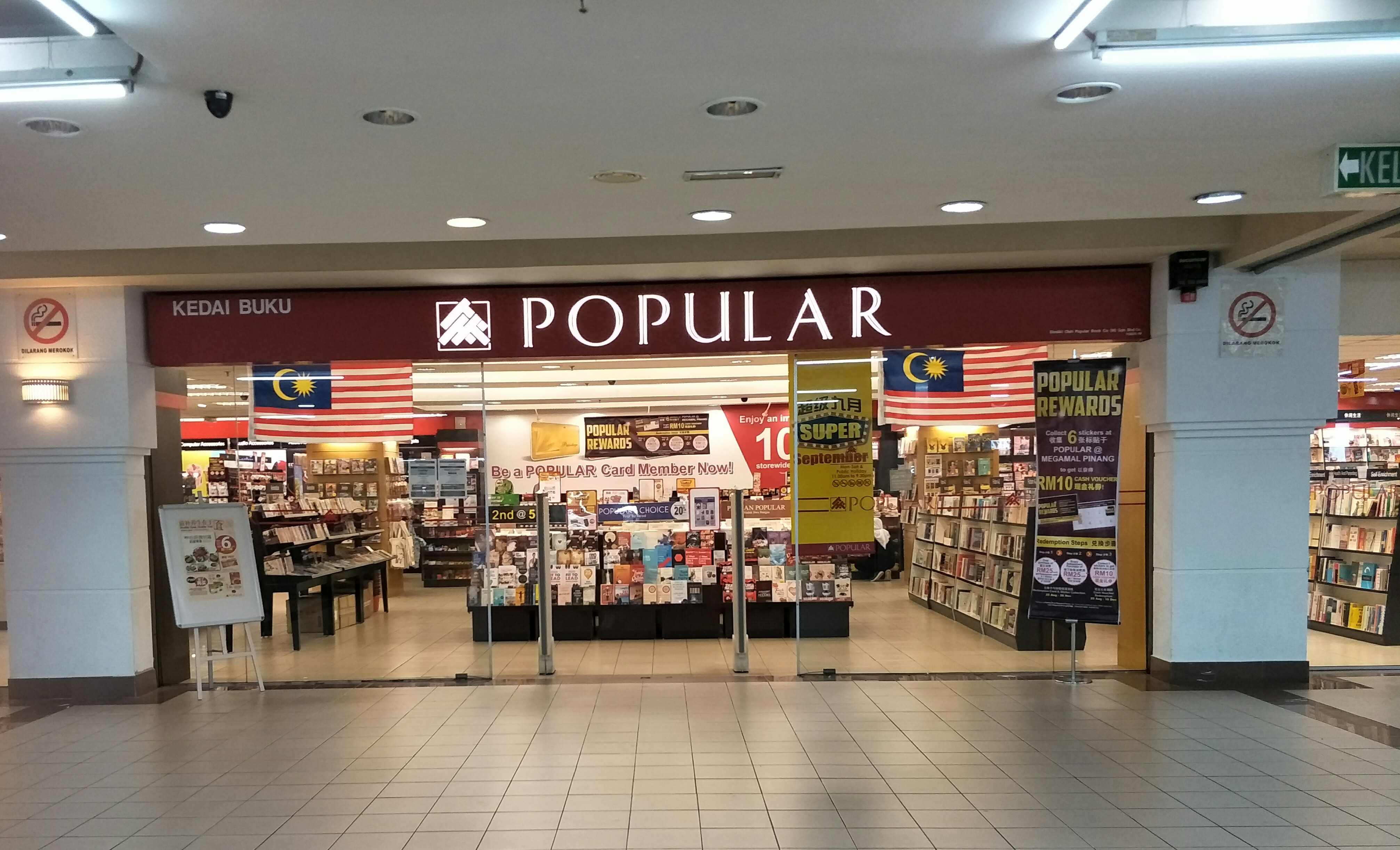
位于槟城北赖美嘉广场的大众书局分店

大眾書局前身是世界出版社和Harris夏利士書店，已在香港紥根數十年。
早在1949年代，位於香港島的銅鑼灣波斯富街120號地下、灣仔摩理臣山道5號地下以及九龍尖沙咀新世界中心L59-60號均已設立門市；這些都是日後的大眾書局的雛型。
到了1990年代，第一間大眾書局門市在九龍尖沙咀南洋中心商場高層地下（UG）14-19號正式開業。之後不斷擴充營業範圍，更曾伸延至港島區（包括北角新達大廈、柴灣興華邨第二期安興樓及銅鑼灣軒尼詩道東南大廈）和西貢區將軍澳（包括尚德廣場、PopCorn 2及東港城），但將軍澳及港島區的所有分店已全數結業。但值得一提的是，直至全線結業前，大眾書局在港島區沒有分店（藍灣廣場更是港島復業後第1間門市店，在2018年9月二次撤出港島，另灣仔盧押道門店已遷出）。
2013年3月起，大眾書局引入新加坡品牌prologue到香港，首間分店位於旺角新世紀廣場，到2018年結業改回為大眾書局。同年起，大眾書局將「精品部」分拆成獨立品牌UrbanWrite，首間分店位於紅磡黃埔天地，而首間大眾書局兼UrbanWrite同時開幕的分店位於旺角T.O.P。
2020年3月9日，長江實業附屬黃埔天地業主入稟高等法院，向大眾書局追討黃埔天地分店2020年2月及3月的欠租、管理費、冷氣費、推廣費等，合共約47萬港元。入稟狀亦指大眾書局沒有履行租約訂下的營業時間條款。業主要求中止與大眾書局的租約，及將租用舖位交吉。同月18日，大眾控股有限公司宣布，受零售巿道持續低迷影響，旗下16間書店由3月19日起全線結業。受影響員工將根據香港勞工法例遣散，未來資源將集中在教育出版、電子教學和教育服務。而大眾書局的面書專頁已刪除，網頁顯示網站正維修。
直至結業前，大眾書局於九龍及新界共有16間門市，包括：
九龍
- 大角咀奧海城3期地下高層UG88號鋪（註：由奧海城二期搬遷而來，原址於2020年9月開設誠品書店）
- 黃大仙中心南館地下高層UG42號鋪（註：現時的分店在高層地下，原址於2020年11月開設阿布泰國生活百貨）
- 紅磡黃埔花園十一期聚寶坊地庫B1b號鋪（另於同層設有首間UrbanWrite精品專門店，現以結業）（註：早期分店在黃埔花園七期地下，名為大眾文化城，曾為香港最大分店）
- 旺角彌敦道750號始創中心3樓318-321及346-349B號鋪（註：因旺角新世紀廣場2011年至2013年7月間進行翻新工程而遷出；2012年3月在稍遠的現址開業，現時由商場發展商旗下Soda Mall租用）
- 油塘大本型3樓313B號鋪（原址於2021年11月開設Fabre傢俬店）
- 九龍灣宏照道38號Megabox9樓1號鋪，面積約一萬平方呎，開業初期設展覽場地面積達二萬平方呎，曾為香港最大的分店（現時由玩具反斗城及微影租用）
- 旺角新世紀廣場4樓446號鋪（註：現時的分店在4樓並曾命名為prologue，原址改為simplylife傢俬店，現為美國冒險樂園。商場翻新前門市設在6樓）
- 旺角T.O.P4樓（另於同層設有UrbanWrite精品專門店，但早於2019年末兩店已沒有營業，現時已分間成舖位及活動場地）

新界
- 沙田瀝源邨瀝源廣場110B號舖（註：現時的分店在瀝源廣場一樓，而瀝源廣場翻新前，大眾書局1990年代曾在2樓C214號舖設有門市，即今天的萬寧，與已結業的新城市廣場系列（2002年於1期2樓開業，到2005年遷往1期4樓，2011年中再遷往HomeSquare3樓，到2015年遷往現址））為獨立分店（現時由拾下拾下短期租用）
- 沙田置富第一城1樓139A,B及140號鋪（曾經由售賣文具玩具圖書的公司短期租用，現時舖位已開設Square Fitness Shatin）
- 大埔安邦路6號大埔超級城C區2樓551-553號舖（從B區1樓搬至D區地下，再搬到現址，現時舖位已開設商務印書館）
- 屯門屯門市廣場1期2樓2192號鋪（原址於2021年2月開設壽司郎）
- 屯門H.A.N.D.S C Zone 2樓（已於2018年中結業，原址現為HK Diner）
- 荃灣楊屋道1號荃新天地1樓119,121,123,125號鋪（另於同層設有UrbanWrite精品專門店，現時舖位已開設三聯書店﹐而UrbanWrite則現時空置中）
- 元朗朗日路9號YOHO MALL I2樓（現時由Brick House租用）

大眾書局結業後，大眾已陸續開設大眾教室，至2021年9月已開設21間分校。
2021年香港書展，大眾書局亦有派出姊妹機構世界出版社、海濱出版社等合租攤位售賣各種書籍。

## 區域業務主力
大眾集團的業務遍布多國，包括新加坡、馬來西亞、香港、台灣、中國大陸、澳門、加拿大、英國以及澳洲。新馬港三地的業務主力為零售與出版。中國大陸則專注於教育與培訓以及採購。台灣主要負責採購與分銷的業務，而加拿大、英國及澳洲旨在出版教育類書籍或產品。大眾集團由零售業務起步，至2022年6月在新馬兩地共有106間零售店面：新加坡29间及马来西亚77间。

## 獎項
- 2015年：由新加坡零售商協會頒發“卓越服務獎”
- 2015年：由 親子王頒發“家庭最愛品牌年：幼兒綜合教育大獎”
- 2015年：由香港社會服務聯會頒發“商界展關懷”標誌
- 2016年：由新加坡紀錄大全頒發“新加坡最大型書展”
- 2016年：由新加坡紀錄大全頒發“新加坡最高稽核印行量雜誌”
- 2016年：由新加坡零售商協會頒發“卓越服務獎”
- 2016年：由馬來西亞紀錄大全頒發“馬來西亞最大型三語書展”

## 外部連結
- 大眾（新加坡）（页面存档备份，存于）
- 大眾（馬來西亞）（页面存档备份，存于）
- 公司資料
- 大眾網上書店（香港）（页面存档备份，存于）
- 香港聖誕書展（页面存档备份，存于）
- 大马海外华文书市（页面存档备份，存于）
- 新加坡海外华文书市（页面存档备份，存于）
- 大眾教室網站 （页面存档备份，存于）